# Goodenia phillipsiae
Goodenia phillipsiae är en tvåhjärtbladig växtart som beskrevs av R. Carolin. Goodenia phillipsiae ingår i släktet Goodenia och familjen Goodeniaceae. Inga underarter finns listade i Catalogue of Life.